# Icaño (ort i Santiago del Estero)
Icaño är en ort i Argentina.   Den ligger i provinsen Santiago del Estero, i den norra delen av landet, 800 km nordväst om huvudstaden Buenos Aires. Icaño ligger 105 meter över havet och antalet invånare är 1 975.
Terrängen runt Icaño är mycket platt. Runt Icaño är det mycket glesbefolkat, med 5 invånare per kvadratkilometer.. Närmaste större samhälle är Colonia Dora, 10,9 km nordväst om Icaño.
Trakten runt Icaño består i huvudsak av gräsmarker.